# Lammtarra
Lammtarra (1992-2014) était un cheval de course pur-sang anglais né en 1992, par Nijinsky et Snow Bride, par Blushing Groom. Invaincu au cours de son éphémère carrière, il remporte le Prix de l'Arc de Triomphe en 1995.

## Carrière de courses
Né dans la pourpre, par le légendaire Nijinsky et une lauréate des Oaks issue d'une prestigieuse lignée, Lammtarra était entraîné à 2 ans par le jeune Alex Scott, qui le fit débuter directement, et avec succès, dans une listed, en août 1994. Scott était persuadé qu'il tenait là un phénomène, et paria £ 1000 à 33/1 que son cheval serait le prochain vainqueur du Derby d'Epsom. La suite devait lui donner raison, mais il ne put vérifier sa prédiction : il fut assassiné un mois plus tard, à l'âge de 35 ans. Lammtarra est alors envoyé par son propriétaire Saeed bin Maktoum al Maktoum au soleil de Dubaï pour passer l'hiver. Il y tombe gravement malade, passant à deux doigts de la mort. De retour en Angleterre, il rejoint l'armada Godolphin, passant sous la responsabilité d'un autre jeune entraîneur, Saeed Bin Suroor, avec pour objectif le Derby d'Epsom. 
Les ennuis de santé de Lammtarra ont considérablement retardé sa préparation du poulain, si bien qu'il doit faire sa rentrée directement sur le parcours exigeant d'Epsom dans un Derby qui sera la deuxième épreuve de sa carrière, après une absence de dix mois. Monté par Walter Swinburn, il s'élance à la cote de 14/1, tandis que le favori est français, se nomme Pennekamp, est invaincu et vient d'infliger dans les 2000 Guinées sa première défaite au prodige Celtic Swing, qui passait pour l'un des plus impressionnants 2 ans jamais vus Europe. Mais Pennekamp se blesse durant le parcours, tandis que Lammtarra file vers la victoire. Sa victoire ce jour-là fait grand bruit : non seulement il bat le vieux record de la course (détenu depuis 1936 par Mahmoud), mais surtout on n'avait jamais vu un poulain s'imposer dans le Derby sans une course dans les jambes. Ladbrokes, qui avait enregistré le pari d'Alex Scott l'année d'avant, versa les gains à la veuve du défunt entraîneur.
Avant de crier au génie, on attend tout de même de Lammtarra qu'il confirme son coup d'éclat. Il est naturellement annoncé au départ des King George VI and Queen Elizabeth Diamond Stakes à Ascot, et s'y impose au courage, désormais monté par Lanfranco Dettori. Cette fois, le doute n'est plus permis quant aux qualités exceptionnelles du poulain, installé favori du Prix de l'Arc de Triomphe. Voici le prodige qui s'apprête à venger son père dans l'épreuve reine de Longchamp. Objet de tous les regards, Lammtarra y demeure invaincu avec classe et courage, repoussant les assauts du Français Freedom Cry. Il devient ainsi le second cheval avec Mill Reef à réaliser la même année le triplé Derby / King George / Arc, soit les trois plus prestigieuses courses d'Europe. Son jockey, Lanfranco Dettori, déclare qu'il s'agit peut-être du meilleur cheval qu'il ait jamais monté, lui qui a connu d'innombrables champions. 
À la suite de ses exploits, Lammtarra est naturellement élu meilleur 3 ans de l'année (le titre de cheval de l'année lui échappant au profit de la championne du mile Ridgewood Pearl), ses victoires dans le Derby et l'Arc sont notées 130 par la FIAH, et Timeform lui décerne un rating de 134 - un score certes pas exceptionnel, mais qui s'explique par le fait que le cheval, s'il n'a jamais connu la défaite, n'aura foulé les pistes qu'à quatre reprises seulement : c'est un phénomène, certes, mais trop éphémère pour convaincre absolument. 

### Résumé de carrière
| Date        | Hippodrome  | Pays        | Course                               | Statut      | Distance    | Jockey      | Place       | Écart       | Deuxième    |
| 1994, 2 ans | 1994, 2 ans | 1994, 2 ans | 1994, 2 ans                          | 1994, 2 ans | 1994, 2 ans | 1994, 2 ans | 1994, 2 ans | 1994, 2 ans | 1994, 2 ans |
| ----------- | ----------- | ----------- | ------------------------------------ | ----------- | ----------- | ----------- | ----------- | ----------- | ----------- |
| 12 août     | Newbury     | Royaume-Uni | Washington Singer Stakes             | Listed      | 1 400 m     | W. Swinburn | 1er / 6     | 3/4         | Myself      |
| 1995, 3 ans |             |             |                                      |             |             |             |             |             |             |
| 10 juin     | Epsom       | Royaume-Uni | Derby                                | Gr. 1       | 2 400 m     | W. Swinburn | 1er / 15    | 1           | Tamure      |
| 22 juillet  | Ascot       | Royaume-Uni | King George VI & Queen Elizabeth St. | Gr. 1       | 2 400 m     | L. Dettori  | 1er / 7     | enc.        | Pentire     |
| 1er octobre | Longchamp   | France      | Prix de l'Arc de Triomphe            | Gr. 1       | 2 400 m     | L. Dettori  | 1er / 16    | 3/4         | Freedom Cry |

## Au haras
Fin 1995, il est en effet annoncé que l'étoile filante ne courra plus. Lammtarra entre au haras en Angleterre. Après sa première saison de monte, un groupe d'éleveurs japonais débourse 30 millions de dollars pour s'offrir ses services. Lammtarra rejoint le Japon pour faire la monte à environ 45 000 € la saillie, mais il déçoit beaucoup et ses tarifs sont ramenés autour de 3 500 €. Racheté par son propriétaire en 2006, il est ramené en Europe et retiré de la monte, jusqu'à son décès en 2014.

## Origines
À propos du magnifique pedigree de Lammtarra, on notera, outre un inbreding très serré (2x4) sur Northern Dancer, que la famille maternelle regorge de juments passées par les plus grands élevages du monde : E.P. Taylor, Niarchos, Cheikh Mohammed. On peut la détailler à partir de Queen's Statute, acquise dans les années 50 par E.P. Taylor, et qui est la mère de : 
- Court Royale (par Chop Chop), jument d'âge de l'année au Canada en 1963.
- Dance Act (par Northern Dancer), cheval de handicap de l'année au Canada en 1970 et 1971.
- Falafel (par Northern Dancer), mère de :
  - Brief Truce (Irish River) : St. James's Palace Stakes, 2e Prix du Moulin de Longchamp, Queen Elizabeth II Stakes, 3e Irish 2000 Guineas, Breeders' Cup Mile.
- Royal Statute, mère de :
  - Akureyri (Buckpasser) : Fountain of Youth Stakes, 2e Florida Derby, Cowdin Stakes, 3e Remsen Stakes.
  - Royal Lorna (Val de l'Orne) : Premio Bagutta, 2e Premio Lydia Tesio.
  - Konafa (Damascus) : 2e 1000 Guinées, pilier de l'élevage Niarchos, mère de :
    - Keos (Riverman) : 2e Prix de la Forêt, 3e Prix de l'Abbaye de Longchamp.
    - Proskona (Mr. Prospector) : Premio Umbria, Prix de Seine-Et-Oise.
    - Koryeva (Riverman) : Prix Chloé, mère de :
      - Hector Protector (Woodman) : Prix Morny, Prix de la Salamandre, Grand Critérium, Poule d'Essai des Poulains, Prix Jacques Le Marois
      - Bosra Sham (Woodman) : Fillies' Mile, 1000 Guinées, Champion Stakes.
      - Shanghai (Procida) : Poule d'Essai des Poulains.

    - Leos Lucky Lady (Seattle Slew), mère de : 
      - Gaudeamus (Distorted Humor) : Debutante Stakes, mère du grand champion hongkongais Golden Sixty

  - Victoress (Conquistador Cielo), mère de :
    - Gwynn (Darshaan), mère de : 
      - Pour Moi (Montjeu) : Derby d'Epsom
      - Gagnoa (Sadler's Wells) : Prix des Réservoirs, Prix Pénélope, 2e Prix de Diane, Prix Saint-Alary, 3e Oaks.
      - Dawn Patrol (Galileo) : Loughbrown Stakes, 3e Irish Derby
      - White Hot (Galileo), mère de Pizza Bianca (Breeders' Cup Juvenile Fillies Turf)

  - Awaasif (Snow Knight) : Yorkshire Oaks, Gran Premio del Jockey Club. Mère de :
    - Ibn Al Haitam (Zafonic) : 2e Norfolk Stakes, 3e UAE Derby.
    - Snow Bride, élevée par Darley Stud, le haras de Cheikh Mohammed Al Maktoum : Oaks, les Musidora Stakes et les Princess Royal Stakes. Mère de :
      - Saytarra (Seeking The Gold) : Prix d'Aumale.
      - Lammtarra

### Pedigree
| Origines de Lammtarra (USA), mâle bai né en 1992 | Origines de Lammtarra (USA), mâle bai né en 1992 | Origines de Lammtarra (USA), mâle bai né en 1992 | Origines de Lammtarra (USA), mâle bai né en 1992 |
| ------------------------------------------------ | ------------------------------------------------ | ------------------------------------------------ | ------------------------------------------------ |
| Père Nijinsky                                    | Northern Dancer                                  | Nearctic                                         | Nearco                                           |
| Père Nijinsky                                    | Northern Dancer                                  | Nearctic                                         | Lady Angela                                      |
| Père Nijinsky                                    | Northern Dancer                                  | Natalma                                          | Native Dancer                                    |
| Père Nijinsky                                    | Northern Dancer                                  | Natalma                                          | Almahmoud                                        |
| Père Nijinsky                                    | Flaming Page                                     | Bull Page                                        | Bull Lea                                         |
| Père Nijinsky                                    | Flaming Page                                     | Bull Page                                        | Our Page                                         |
| Père Nijinsky                                    | Flaming Page                                     | Flaring Top                                      | Menow                                            |
| Père Nijinsky                                    | Flaming Page                                     | Flaring Top                                      | Flaming Top                                      |
| Mère Snow Bride                                  | Blushing Groom                                   | Red God                                          | Nasrullah                                        |
| Mère Snow Bride                                  | Blushing Groom                                   | Red God                                          | Spring Run                                       |
| Mère Snow Bride                                  | Blushing Groom                                   | Ruanaway Bride                                   | Wild Risk                                        |
| Mère Snow Bride                                  | Blushing Groom                                   | Ruanaway Bride                                   | Aimée                                            |
| Mère Snow Bride                                  | Awaasif                                          | Snow Knight                                      | Firestreak                                       |
| Mère Snow Bride                                  | Awaasif                                          | Snow Knight                                      | Snow Blossom                                     |
| Mère Snow Bride                                  | Awaasif                                          | Royal Statute                                    | Northern Dancer                                  |
| Mère Snow Bride                                  | Awaasif                                          | Royal Statute                                    | Queen's Statute (famille 22-b)                   |